# MLF1
MLF1‏ (Myeloid leukemia factor 1) هوَ بروتين يُشَفر بواسطة جين MLF1 في الإنسان.